# Ис (град)
Ис (брет. Kêr-Is) је митска престоница краља Градлона Великог, која се наводно налазила на југозападној обали Бретање, на месту данашњег залива Дуарненез. Град је подигнут у једној долини испод нивоа мора, од кога га је штитила висока брана са бронзаном капијом, чији кључ је имао само краљ. Одговорност за пропаст града предање приписује краљевој кћери Дахут, која је украла кључ и дала га свом љубавнику (по некима, ђаволу лично), а овај је отворио капију и пустио бујицу да уништи Ис и све његове искварене становнике.
Приповест о уништењу Иса представља сведочанство о сукобу старе, паганске, и нове религије, хришћанства. Дахут је била свештеница келтских богова, којима су били посвећени бројни храмови у граду, а потоп су преживели само њен отац, краљ Градлон, који је примио хришћанство, и св. Гвеноле.